# Setmana d'Art Modern
La Setmana d'Art Modern (en portuguès, Semana de Arte Moderna), també anomenada Setmana del 22, va tenir lloc en São Paulo, entre els dies 13 i 17 de febrer de 1922, en el Teatre Municipal de la ciutat.
El governador de l'estat de São Paulo de l'època, Washington Luís, va donar suport al moviment, especialment per mitjà del benefactor René Thiollier, qui va patrocinar i recollir fons per portar els artistes de Rio de Janeiro: Plínio Salgado i Menotti Del Picchia. Cada dia de la setmana va treballar un aspecte cultural: pintura, escultura, poesia, literatura i música. L'esdeveniment va marcar l'inici del modernisme en el Brasil i es va fer referència cultural del segle xx.

La Setmana d'Art Modern va representar una veritable renovació de llenguatge, en la recerca d'experimentació, en la llibertat creadora, la ruptura amb el passat i fins i tot corporal. L'art va passar de l'avantguarda al modernisme. L'esdeveniment va marcar època al presentar noves idees i conceptes artístics, com la poesia a través de la declamació, que abans era només escrita; la música per mitjà de concerts i l'art plàstica exhibida en llenços, escultures i maquetes d'arquitectura, amb dissenys atrevits i moderns.

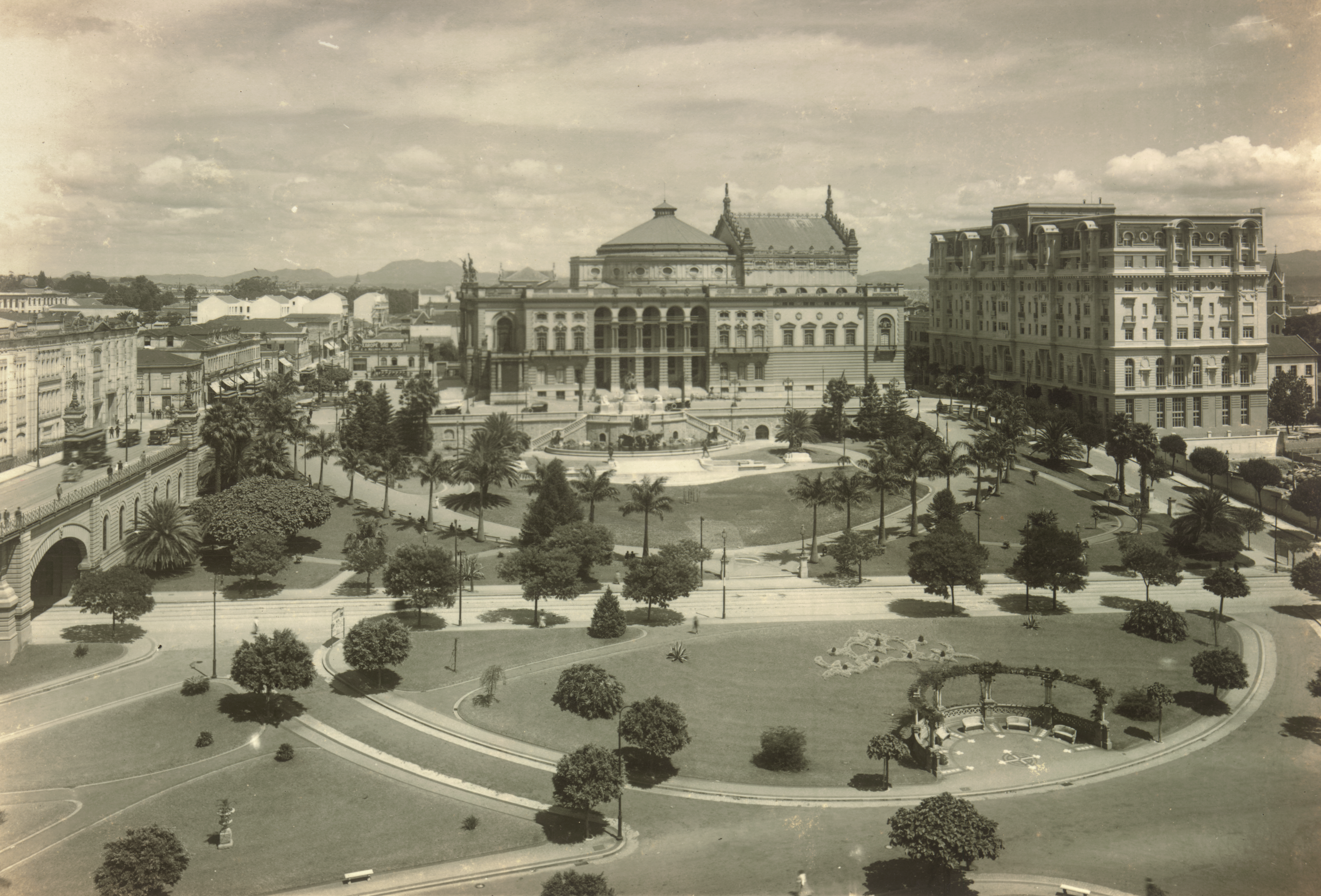
El Theatro Municipal de São Paulo, c. 1920.

Van participar de la Setmana noms consagrats del modernisme brasiler, com Mário de Andrade, Oswald de Andrade, Víctor Brecheret, Plínio Salgado, Anita Malfatti, Menotti Del Picchia, Guilherme de Almeida, Sérgio Milliet, Heitor Villa-Lobos, Tácito de Almeida, Di Cavalcanti o Agenor Fernandes Barbosa. Entre els organitzadors s'hi trobava l'intel·lectual Rubens Borba de Moraes que, no obstant, no va poder assistit per trobar-se malalt. La pintora Tarsila do Amaral, considerada un dels grans pilars del modernisme brasiler, es trobava en París i tampoc va participar de l'esdeveniment.
Molts dels idealitzadors de l'esdeveniment pertanyien a l'elit burgesa paulista, els anomenats quatrocentões.

## Precursors

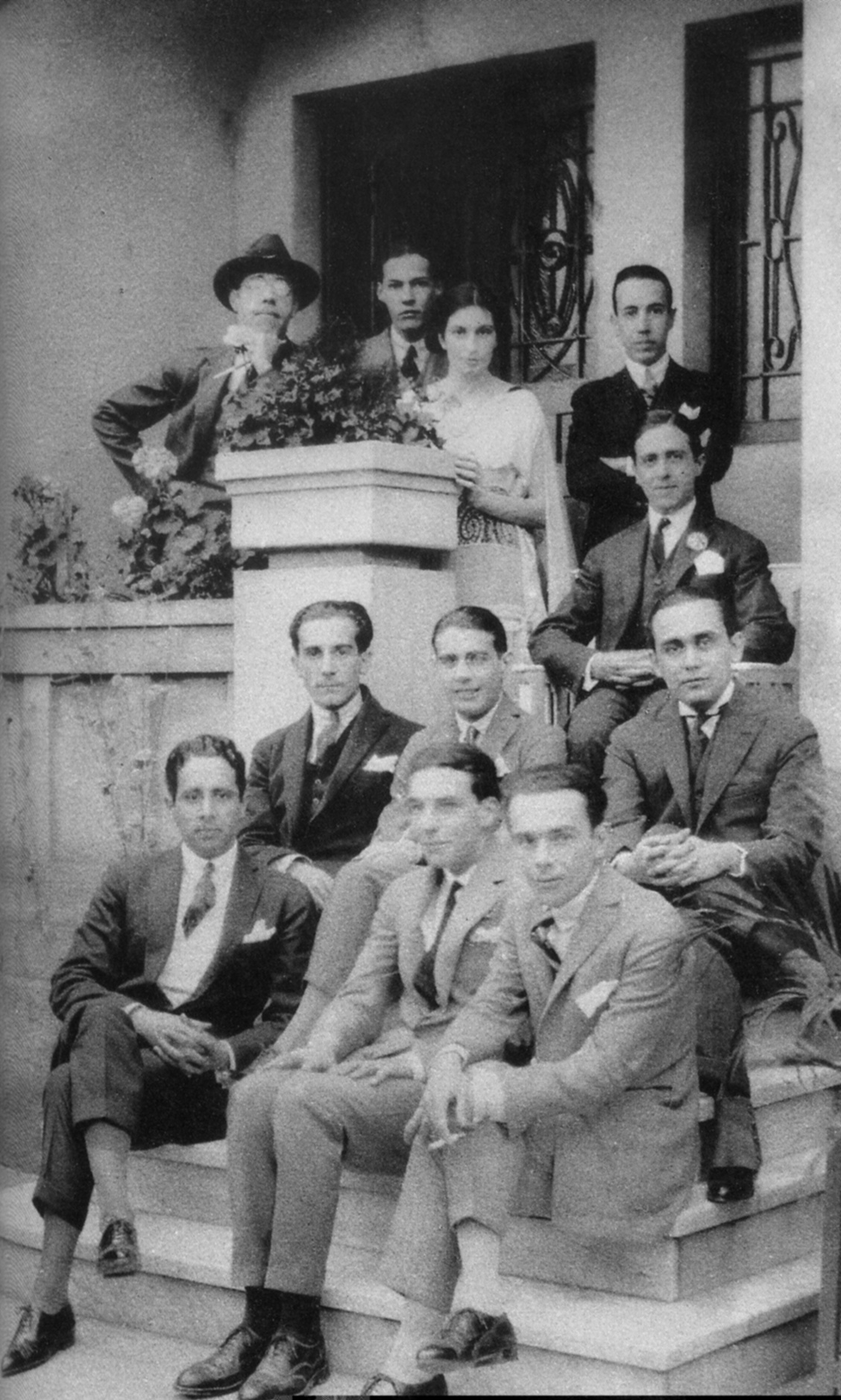
Mário d'Andrade (primer a l'esquerra, dalt), Rubens Borba de Moraes (assegut, segon des de l'esquerra) i altres modernistes en 1922.

### Societat
La Setmana d'Art Moderna va ocórrer en una època plena de turbulències polítiques, socials, econòmiques i culturals. Les noves avantguardes estètiques sorgien i el món s'espantava amb els nous llenguatges desproveïts de regles. Diana de les crítiques i, en part, ignorada, la Setmana no va ser bé entesa en el seu moment. S'encaixava en el context de la República Velha (1889-1930), controlada per les oligarquies cafeteres i per la política del cafè amb llet. El capitalisme creixia al Brasil, consolidant la república i l'elit paulista, aquesta totalment influenciada pels patrons estètics europeus més tradicionals.
El seu objectiu era renovar l'ambient artístic i cultural de la ciutat amb "la perfecta demostració del que hi ha en el nostre medi, en escultura, arquitectura, música i literatura sota el punt de vista rigorosament actual", com informava el Correio Paulistano el 29 de gener de 1922.

### Cultura
La nova intel·lectualitat brasilera dels anys 10 i 20 es va veure en la necessitat d'abandonar els antics ideals estètics del segle xix, que encara continuaven de moda en el país. Era, per exemple, el cas del parnassianisme.
El principal focus de descontentament amb l'ordre estètic establert es donava en el camp de la literatura, més concretament en la poesia. Exemplars del futurisme italià arribaven al país i començaven a influenciar alguns escriptors, com Oswald de Andrade i Guilherme de Almeida.
La jove pintora Anita Malfatti havia tornat d'Europa, portant l'experiència de les noves avantguardes, i el 1917 realitza la que va ser anomenada primera exposició modernista brasilera, amb influències del cubisme, expressionisme i futurisme. L'exposició causa escàndol i és el blanc de dures crítiques de Monteiro Lobato. Això va servir de detonant per començar a idear la Setmana del 22.

## La Setmana

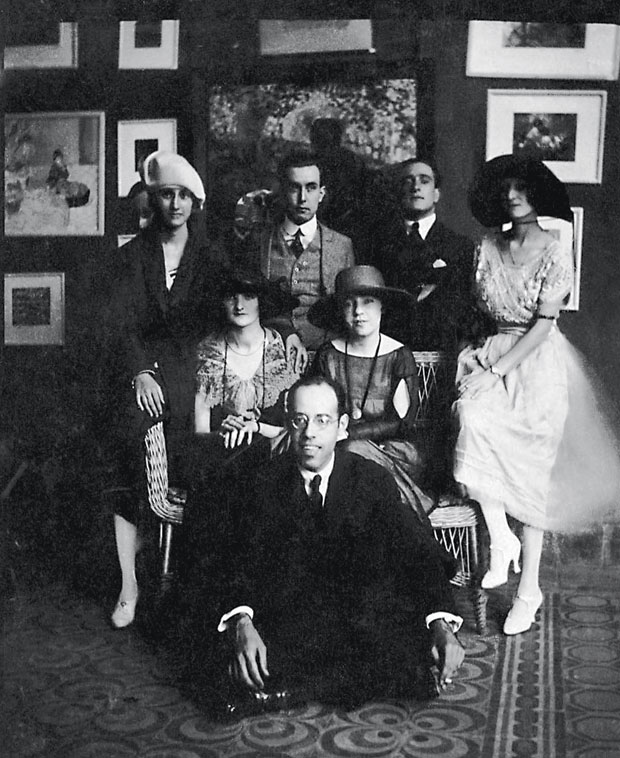
Importants figures del modernisme, en 1922. Mário d'Andrade (assegut), Anita Malfatti (asseguda, al centre) i Zina Aita (a l'esquerra d'Anita).

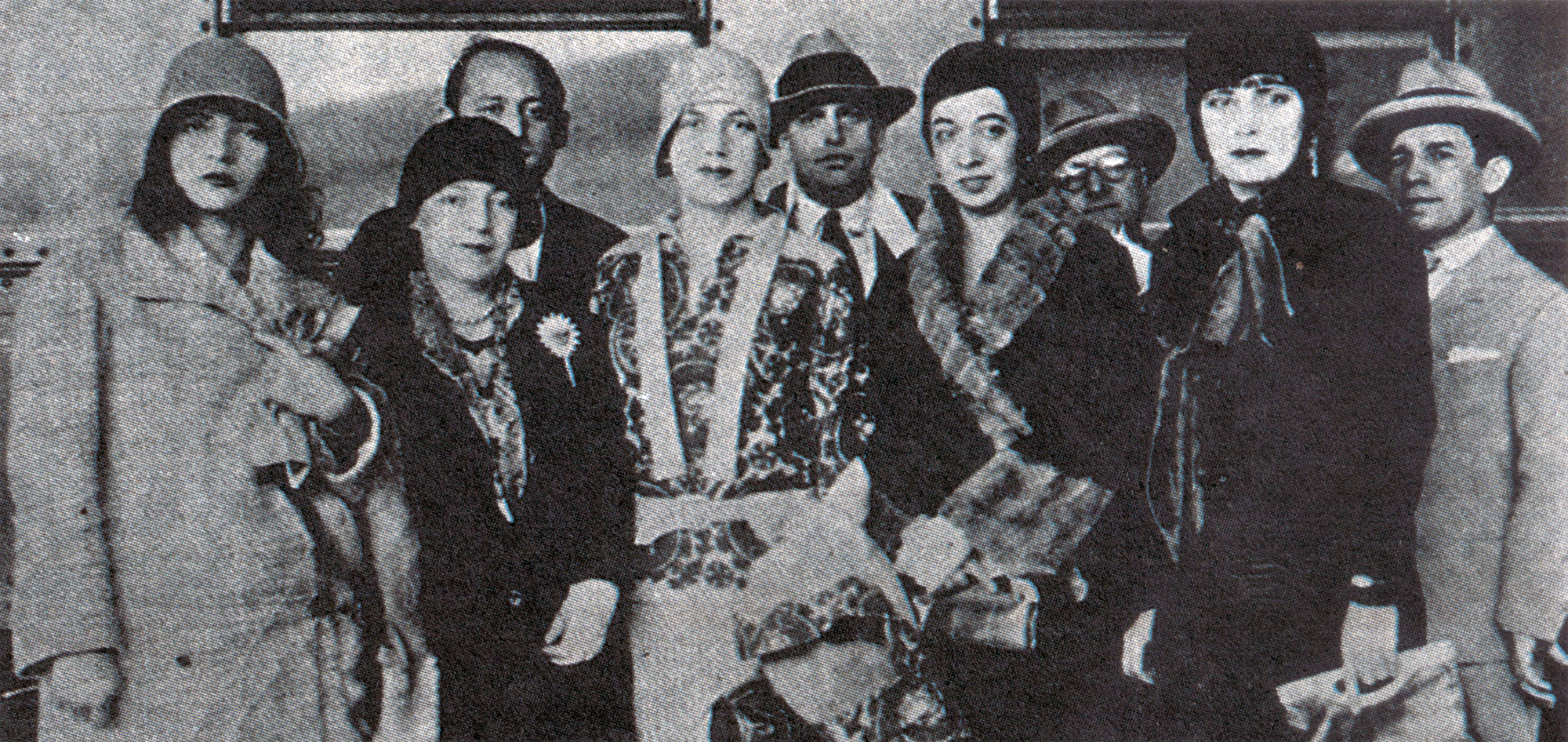
D'esquerra a dreta: Pagu, Elsie Lessa, Tarsila do Amaral, Anita Malfatti i Eugênia Álvaro Moreyra.

### Programa
La Setmana, d'una certa manera, fou només una ebullició de noves idees desfermades, de caràcter nacionalista en recerca d'una identitat pròpia i d'una manera més lliure per expressar-se. No es tenia, no obstant això, un programa definit: se sentia molt més un desig d'experimentar diferents camins que de definir un únic ideal modern.
Tot i que inicialment estava previst que la Setmana del 22 se celebrés entre els dies 11 i 18 de febrer, finalment només va tenir tres actes:

#### 13 de febrer (dilluns)
Obertura oficial de l'esdeveniment. Repartides pel rebedor del Teatre s'hi trobaven pintures i escultures que provoquen reaccions d'espant i rebuig per part del públic. L'espectacle té inici amb la confusa conferència de Graça Aranha, titulada "L'emoció estètica de l'Art Modern".

#### 15 de febrer (dimecres)
La pianista Guiomar Novaes havia de ser la gran atracció de la nit. Contra la voluntat dels modernistes, va aprofitar un interval de l'espectacle per tocar alguns clàssics consagrats, iniciativa aplaudida pel públic. Però, l'atracció de la nit va ser la conferència de Menotti del Picchia sobre l'art estètica. Menotti presenta els nous escriptors modernistes i sorgeixen xiulets i crits des d'un sector del públic, barrejats amb els aplaudiments de la resta. Quan Ronald de Carvalho va llegir el poema titulat Os sapos ("Els gripaus") de Manuel Bandeira, una crítica oberta al parnassianisme i l'excés de regles creatives, el públic va interrompre aücant la lectura del text.

#### 17 de febrer (divendres)
El dia més tranquil de la setmana, amb presentacions musicals del mestre Villa-Lobos i la participació de diversos intèrprets. El compositor va entrar a la sala amb un peu calçat amb una sabata i l'altre amb una sandàlia, a causa d'una infecció. El públic va entendre, però, que es tractava d'un acte de rebel·lia modernista i el va escridassar.

### Reaccions conservadores
En l'època, bona part del mitjans de comunicació va reaccionar de forma reaccionària al Moviment de la Setmana d'Art de 1922 referint-se als avantguardistes com "subversors de l'art", "esperits cretins i dèbils" o "futuristes edimoniats". L'excepció va ser el diari Correio Paulistano, un dels promotors de l'event i que va donar suport als futurs llançaments del moviment.

### Herència
Cal ressaltar que la Setmana no va tenir una gran importància en el seu temps, sinó que va trigar anys en guanyar valor històric, projectant-se ideològicament al llarg del segle. A causa de la falta d'un ideari comú a tots els seus participants, es va desdoblar en diversos moviments força diferents, tots ells declarant-se hereus del moviment.
L'eco de la Setmana de 22 encara era vigent durant la segona meitat del segle, com ara en el Tropicalisme i en la generació de la Lira Paulista dels anys 70, que va donar a conèixer a Arrigo Barnabé o Itamar Assumpção, entre d'altres. El propi nom Lira Paulista va ser extret d'una obra de Mário de Andrade. També la Bossa Nova deu molt als modernistes, per la seva interpretació particular de l'antropofàgia, traduint la influència de la música popular nord-americana al llenguatge brasiler de la samba o el baião.
Entre els moviments que van sorgir en la dècada de 1920, es destaquen el Moviment Pau-Brasil, el Moviment Verde-Amarelo o el Moviment Antropofàgic.
La principal forma de divulgació d'aquestes noves idees es donava a través de les revistes. Les principals foren la Revista Klaxon i la Revista de Antropofagia.